# Filles de Saint Joseph de Rivalba
Les filles de Saint Joseph de Rivalba (en latin : Instituti Filiarum S. Joseph) sont une congrégation religieuse féminine de droit pontifical.

## Historique
En 1871, Clément Marchisio (1833-1903) ouvre un atelier de tissage à Rivalba pour offrir un travail aux filles et en confie la gestion aux sœurs vincentiennes de Marie Immaculée mais ces dernières doivent déménager. Le 12 novembre 1875, il fonde, avec Rosalie Sismonda, la congrégation des filles de Saint Joseph pour l'assistance morale et matérielle aux ouvrières. Les premières sœurs prennent l'habit religieux le 16 juin 1874 avec l'approbation de Mgr Gastaldi, archevêque de Turin, qui érige canoniquement la congrégation en institut religieux de droit diocésain le 3 mai 1877. 
Mais le Père Marchisio remarque que les églises environnantes ne sont pas toujours équipées pour les célébrations liturgiques et décide de changer le but de sa congrégation qui doit se charger de fabriquer le nécessaire pour la messe (vin, hostie, cierge, encens, linges et vêtements liturgiques). En 1880, avec l’approbation du pape Léon XIII, l'objectif principal de l'institut devient la création de ce qui est nécessaire au culte. Les sœurs obtiennent le décret de louange le 6 août 1901 et sont définitivement approuvées par le Saint-Siège le 9 juillet 1908.

## Activités et diffusion
Les filles de Saint-Joseph se consacrent à la confection de tout ce qui est nécessaire au culte catholique.
Elles sont présentes en: 
- Europe : Italie.
- Amérique : Argentine, Brésil, Mexique.
- Afrique : Nigeria.

La maison généralice est à Rome. 
En 2017, la congrégation comptait 232 sœurs dans 25 maisons.